# Wallonisch-Niederländische Kirche

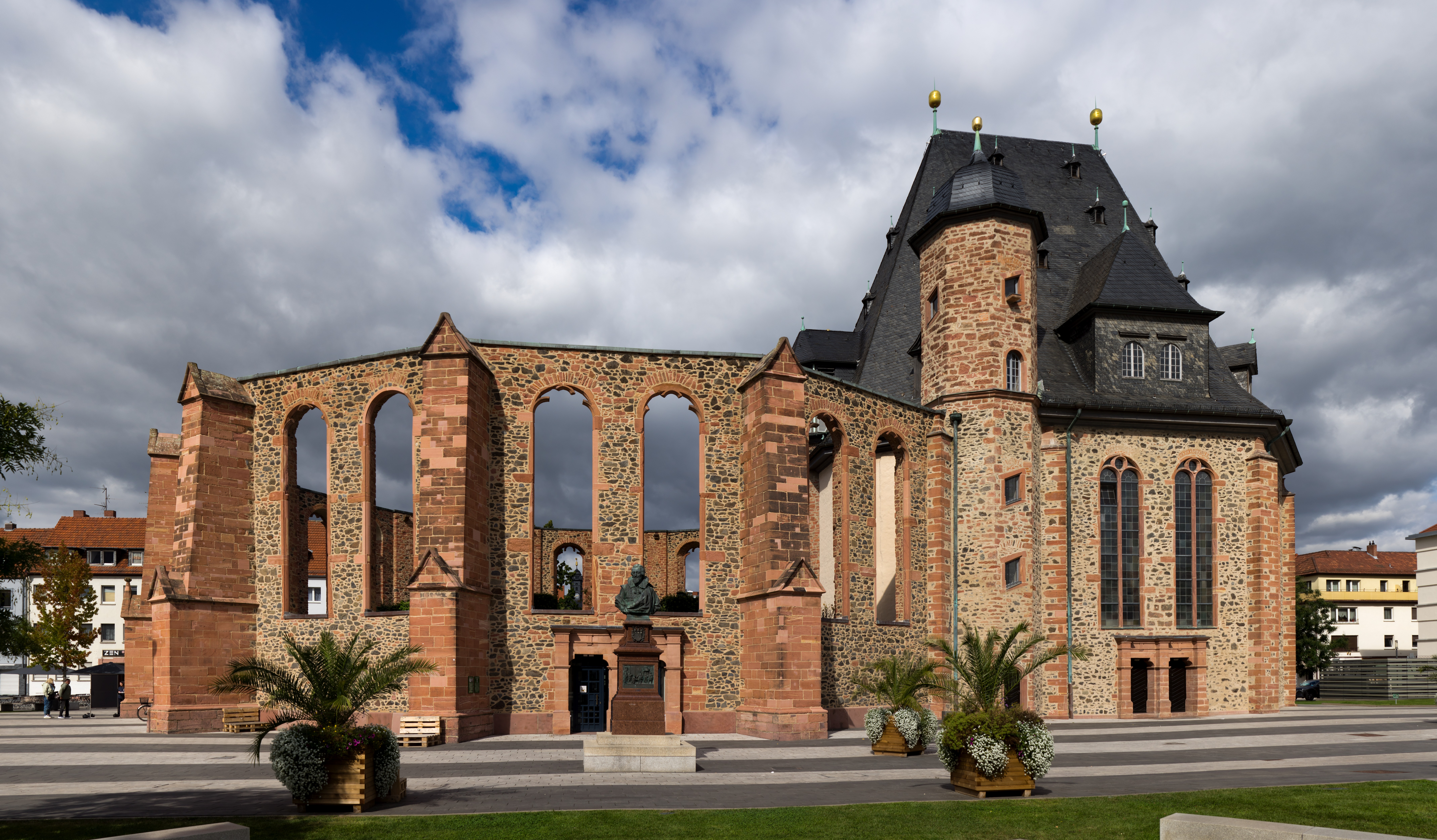
Ansicht von Süden: Links die Ruine der wallonischen Kirche, rechts die niederländische Kirchenhälfte

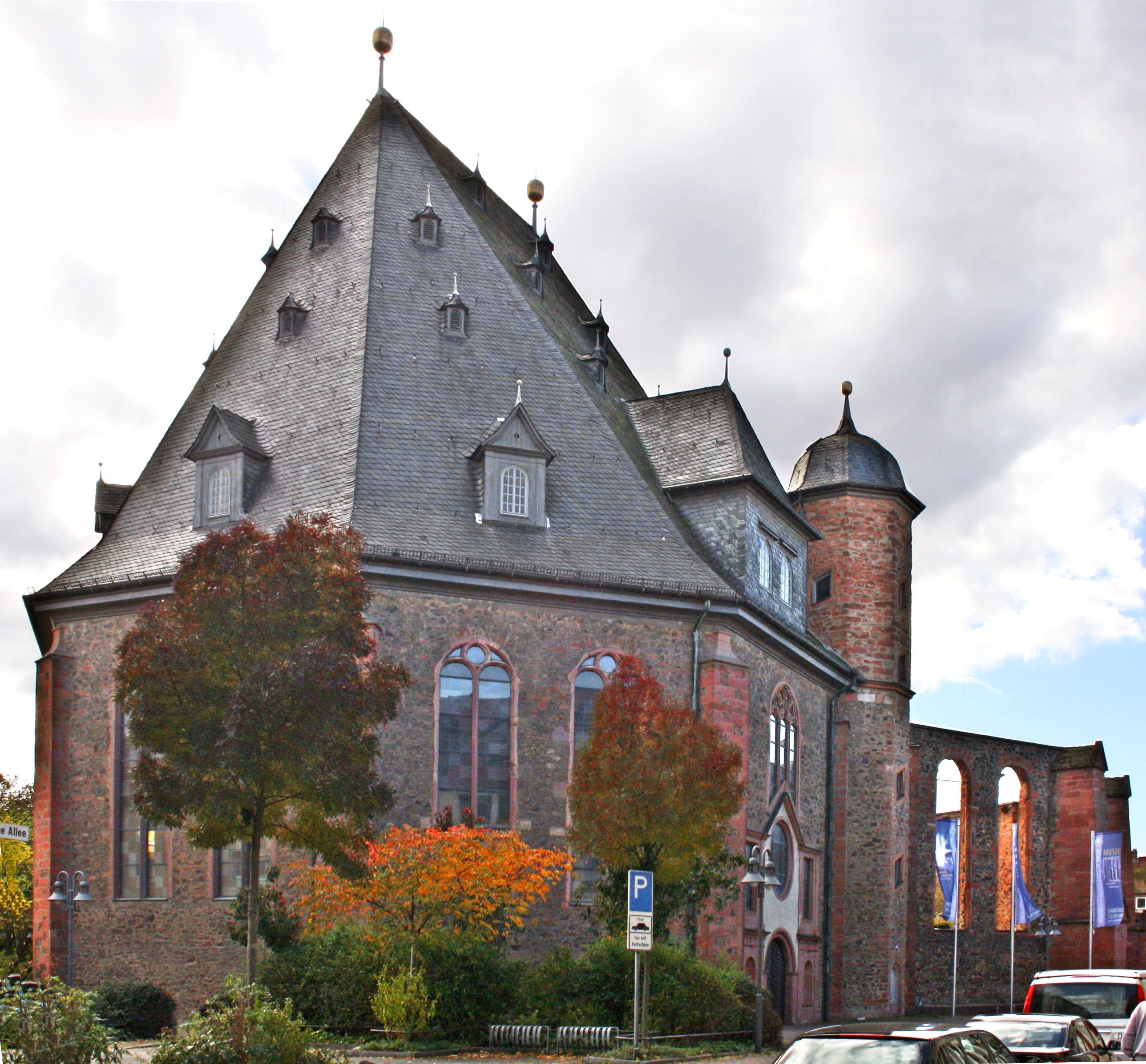
Ansicht von Osten: Vorne die niederländische Kirchenhälfte, im Hintergrund die Ruine der wallonischen Kirche

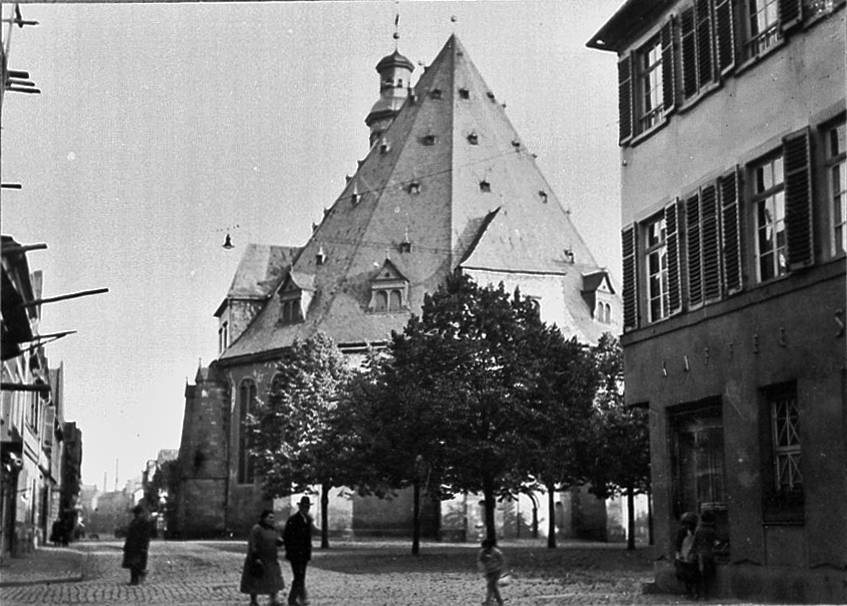
Niederländisch-Wallonische Kirche von Westen, vor 1940

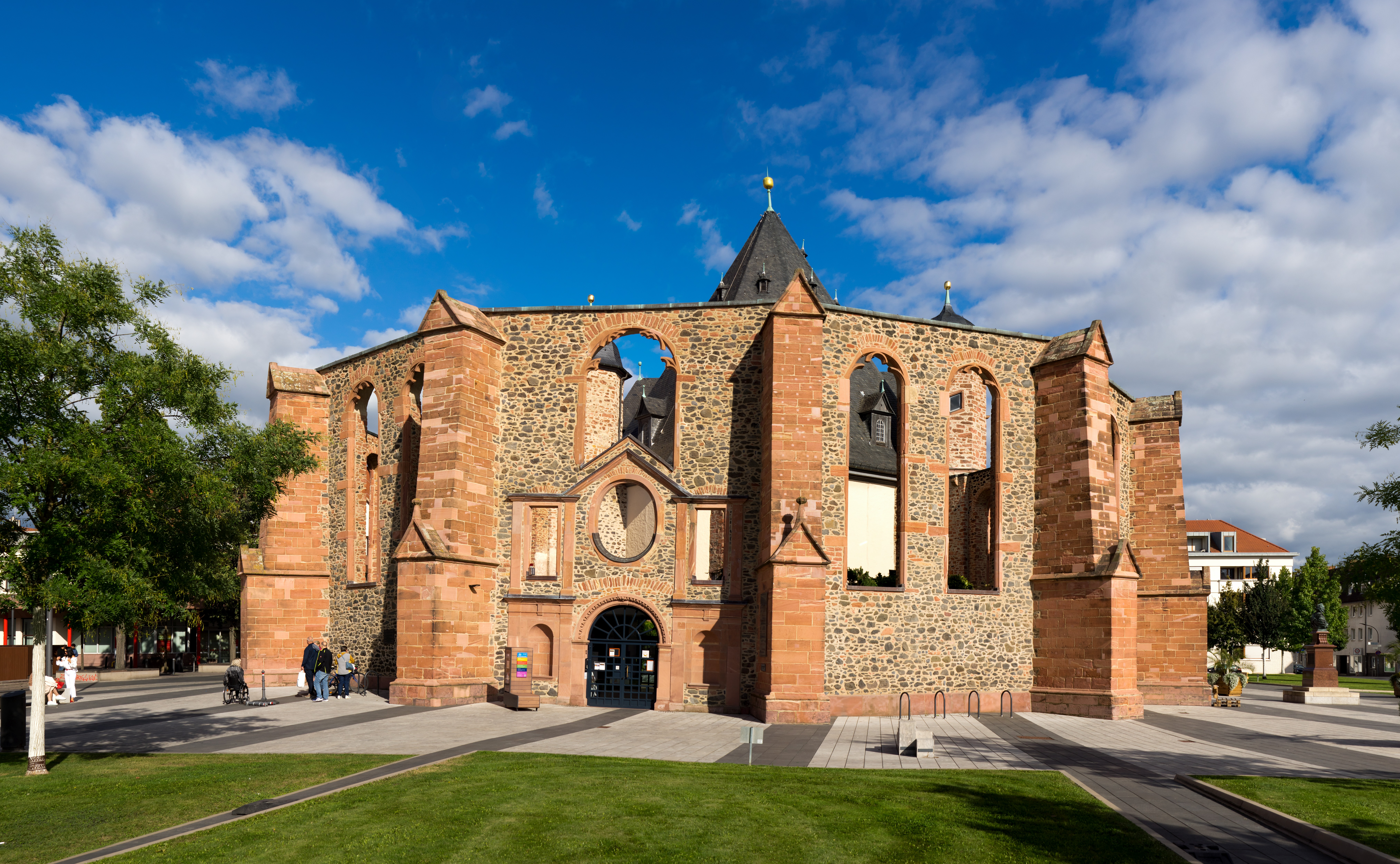
Ansicht von Westen, 2024

Die Wallonisch-Niederländische Kirche in Hanau war ein Kirchengebäude der reformierten Kirche in der für Religionsflüchtlinge aus Frankreich und den spanischen Niederlanden von Graf Philipp Ludwig II. von Hanau-Münzenberg gegründeten Neustadt Hanau. Das Bauwerk war eine Doppelkirche. Die Außenarbeiten wurden mit dem ersten Gottesdienst am 29. Oktober 1608 abgeschlossen, der Innenausbau dauerte noch mehrere Jahre. Nach der Zerstörung im Zweiten Weltkrieg wurde nur die kleinere, ehemals niederländische Kirchenhälfte wieder aufgebaut. 

## Geschichte

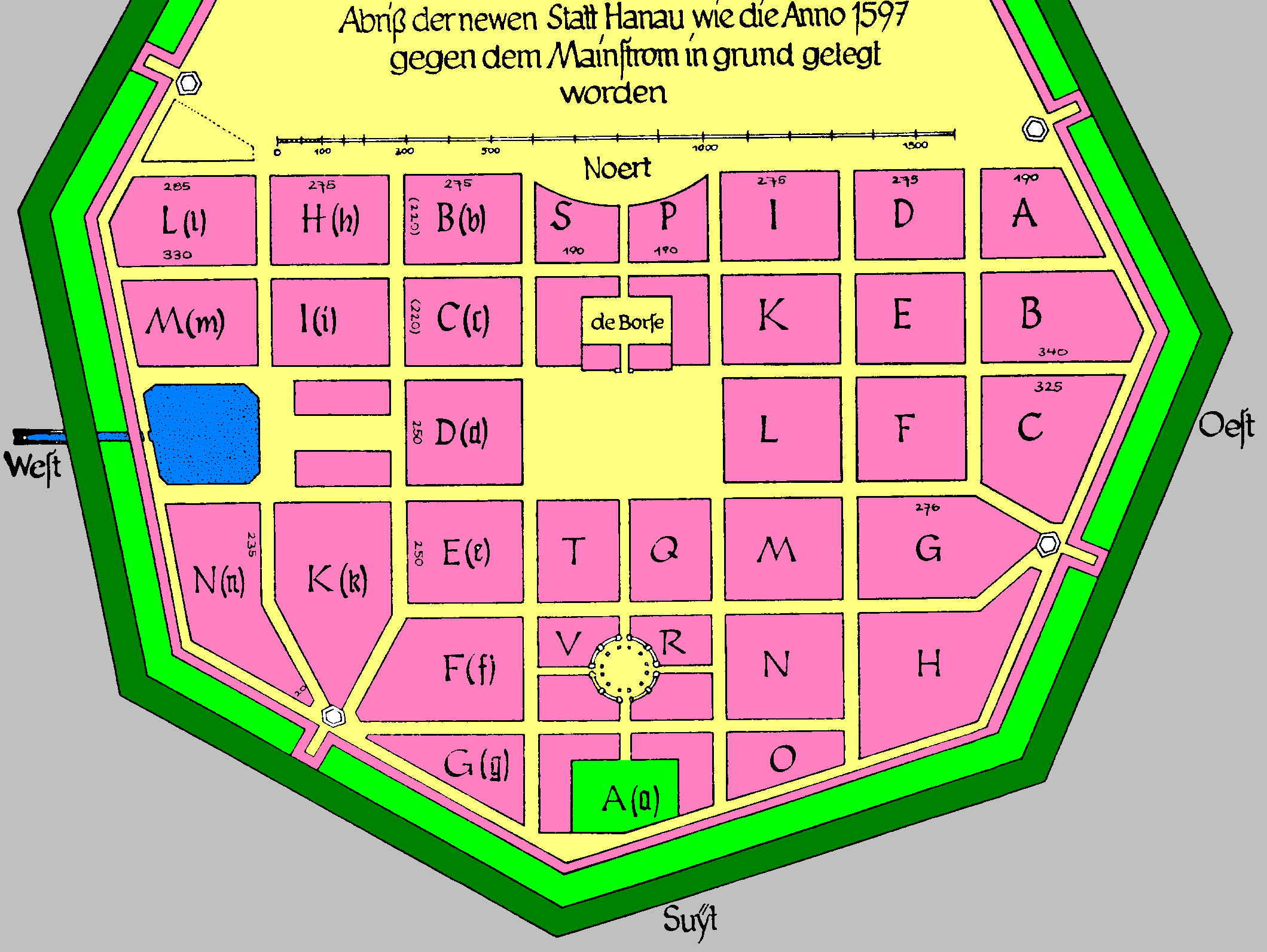
Ursprünglicher Entwurf für den Ausbau der Stadt, in dem die Kirche zwischen die Blöcke V und R platziert werden sollte

Schon 1593 waren erste wallonische Glaubensflüchtlinge nach Hanau gekommen. Der seit 1595 regierende reformierte Graf Philipp Ludwig II. sah in ihrer Ansiedlung eine Chance, die Wirtschaft seiner Grafschaft zu fördern und zugleich die eigene Glaubensgemeinschaft im bis dahin lutherischen Hanau-Münzenberg zu stärken. So brachte er einen großen Teil der schon seit den 1550er-Jahren in Frankfurt am Main ansässigen reformierten Glaubensflüchtlinge mit dem Versprechen der freien Religionsausübung zur Übersiedlung nach Hanau, wo sie sich niederlassen und die Neustadt errichten konnten. Da unter den Neusiedlern sowohl Niederländisch- als auch Französischsprachige waren, bildeten sie zwei getrennte Kirchengemeinden.

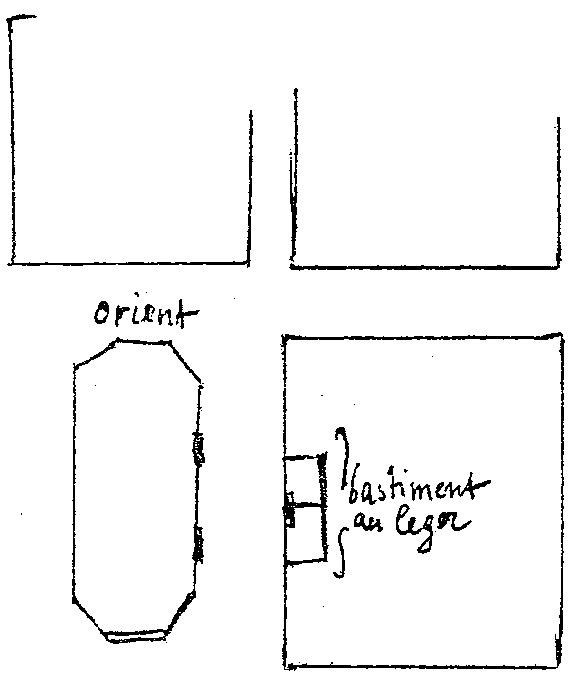
Skizze im Brief von Daniel Soreau an René Mahieu

Ursprünglich war von Nicolas Gillet geplant, die Kirchen innerhalb der Zeilen der Blockrandbebauung zu platzieren. Der Rundbau zwischen vier Häuserblöcken sollte von zwölf Säulen getragen und mit vier Eingängen versehen werden. Bereits im Frühsommer 1597 wurde allerdings umgeplant. Die Kirche sollte nun einen großen Kirchplatz erhalten und frei stehen.
Nachdem im Januar 1599 mit einer Kollekte für den Kirchenbau begonnen worden war, einigten sich Niederländer und Wallonen im August desselben Jahres: Es sollte wegen der Zweisprachigkeit eine Doppelkirche gebaut werden. Die konfessionelle Einheit (Calvinismus) wurde durch die enge Verbindung beider Kirchen ausgedrückt, die im Inneren aber „durch eine gute Mauer getrennt“ werden sollten.
Diese Pläne wurden unter anderem von Daniel Soreau massiv gegenüber Philipp Ludwig II. verteidigt. So bat er René Mahieu in einem Brief vom 11. Februar 1600, ein Modell zu besorgen und es dem Grafen vorzuführen, um ihn zu überzeugen. Er argumentierte, dass die Flamen, die sich stark an der Finanzierung der Kirche beteiligen würden, zufriedengestellt werden müssten. Er empfahl weiterhin, einen Behelfsbau zu errichten, um die Zeit der Bauarbeiten zu überbrücken. Dieser leichte Bau (bastiment au leger), der ebenfalls im Brief skizziert wird, könnte später zu Wohnhäusern umgewandelt und mit Gewinn verkauft werden.

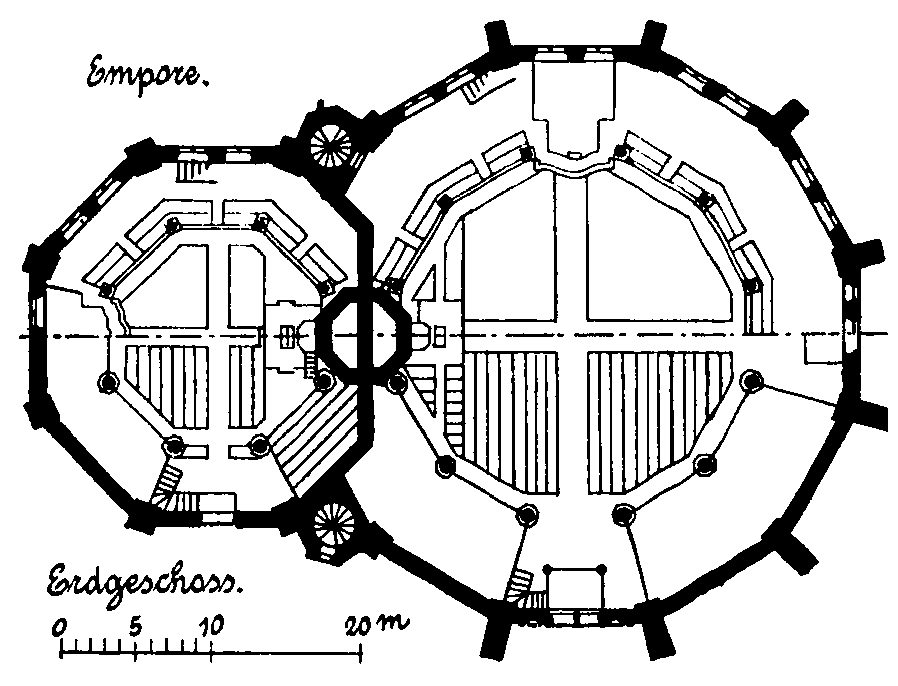
Hanau Neustadt - Niederländisch-Wallonische Kirche - Plan

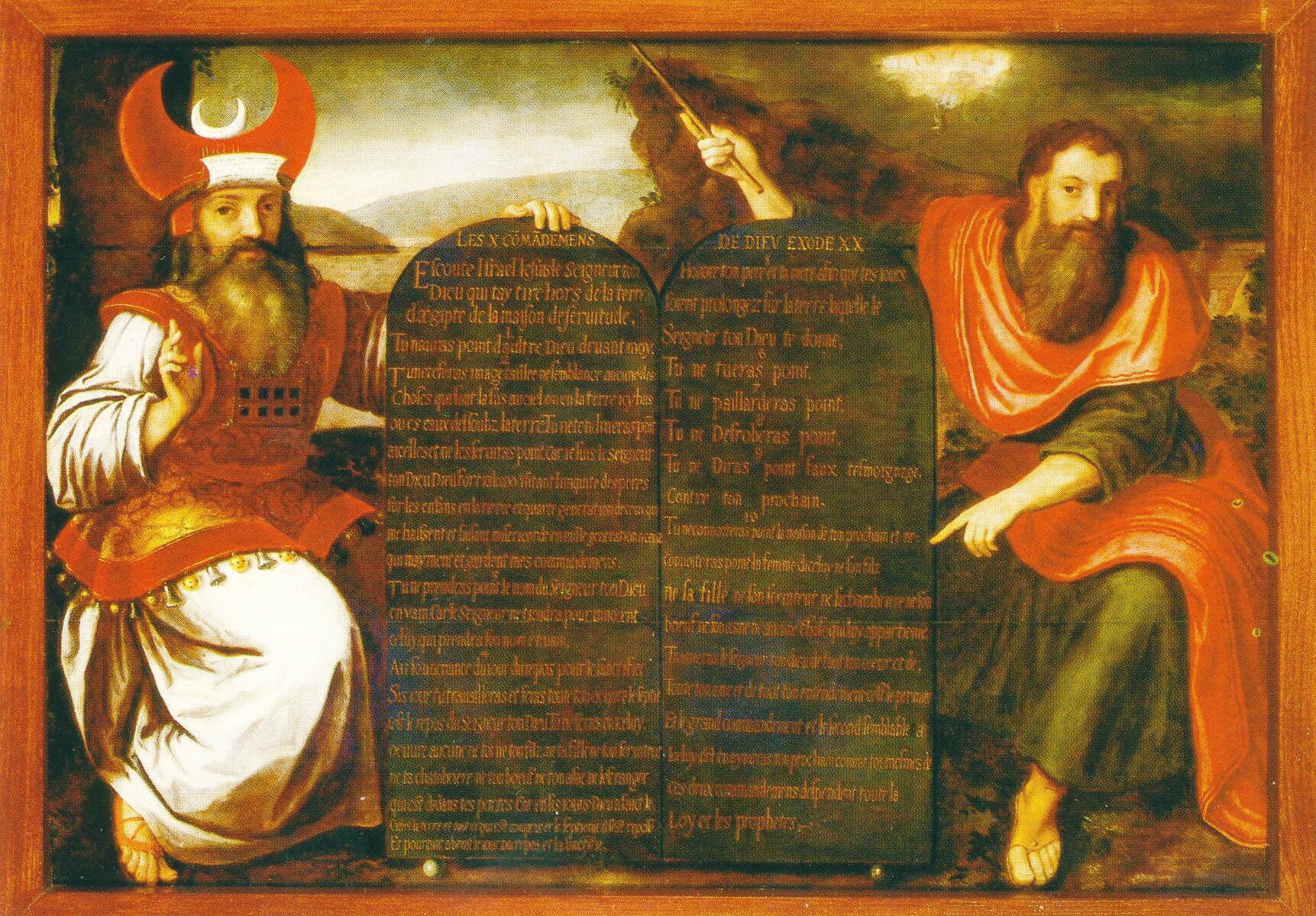
Dekalogtafel der Wallonisch-Niederländischen Kirche in Hanau mit links Aaron und rechts Moses, Öl auf Holz, 17. Jhd. (unbekannter Künstler) Maße: 85 × 117 cm.

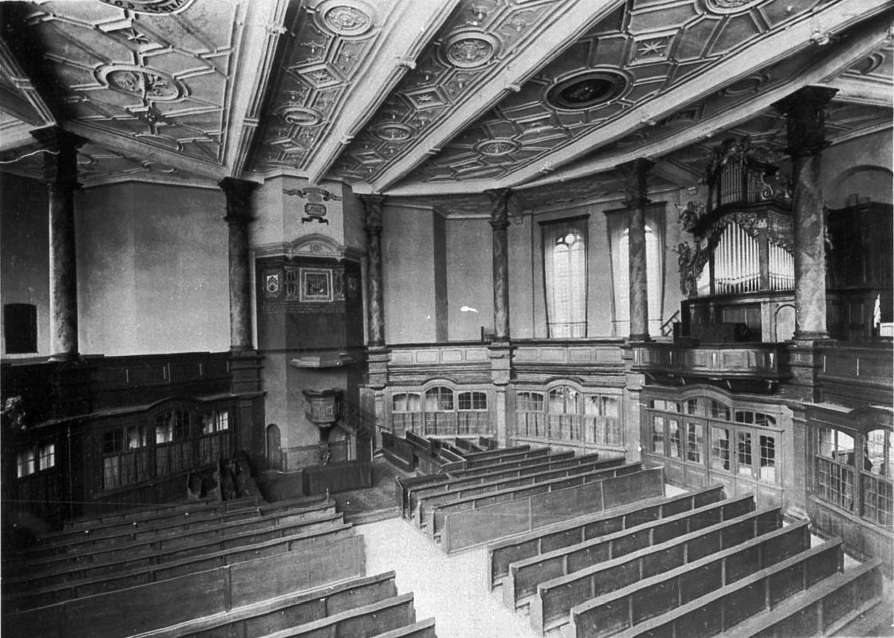
Innenraum der wallonischen Kirchenhälfte vor der Zerstörung im Zweiten Weltkrieg

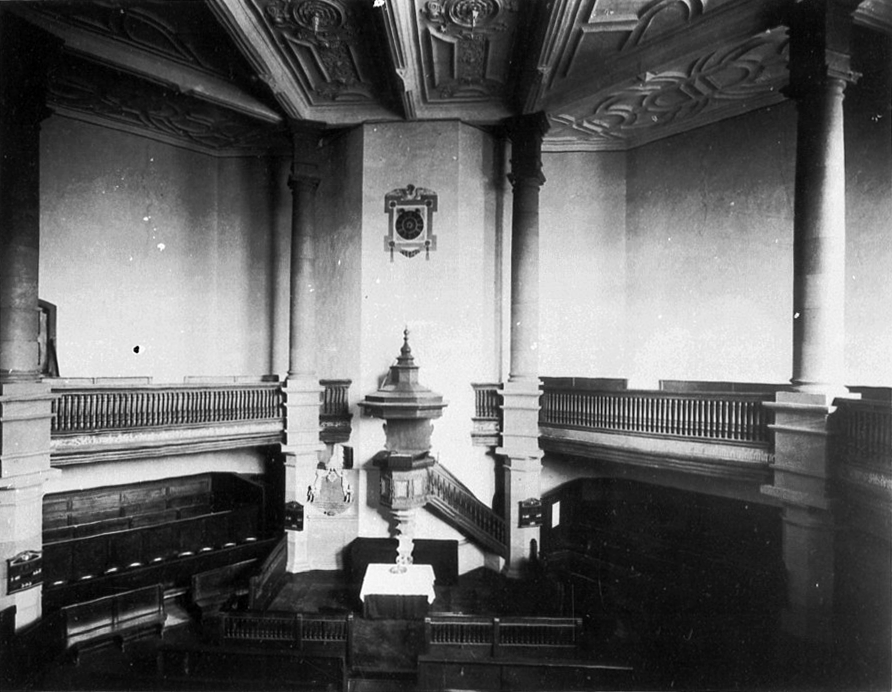
Innenraum der niederländischen Kirchenhälfte vor der Zerstörung im Zweiten Weltkrieg

Der Graf ließ sich jedoch nicht überzeugen und die Errichtung einer Rundkirche planen – trotz Bedenken der Gemeindevertreter wegen der Mehrkosten. Vorbild soll die Kuppelkirche von Willemstad bei Moerdijk in den Niederlanden gewesen sein. Das war der erste Neubau einer protestantischen Kirche in den Niederlanden seit der Reformation. Prinz Moritz hatte den Bau subventioniert unter der Bedingung, dass er rund oder achteckig würde, im Gegensatz zu den katholischen Kirchen mit ihrem zu der Zeit gebräuchlichen kreuzförmigen Grundriss. Auch Willemstad war – wie die Neustadt Hanau – in dieser Zeit als Planstadt errichtet worden. Es wird vermutet, dass der Graf auf einer Reise kurz vor dieser Entscheidung diese Kirche sah. Die Kirche wurde letzten Endes als Solitär auf einem Platz von der Größe eines Häusergevierts errichtet (heute: Französische Allee), das die gleiche Fläche einnahm wie der Marktplatz. Am 9. April 1600 fand die Grundsteinlegung statt, zu der berühmte Persönlichkeiten wie Friedrich IV. und Luise Juliana von Oranien geladen wurden. Die Bauarbeiten waren von ständigem Geldmangel und technischen Schwierigkeiten gezeichnet. Da ein Großteil der Bauzeit für den größeren wallonischen Teil der Kirche verwandt werden würde, wollten die Flamen ihren Teil aus eigenen Mitteln ohne Hilfe der Wallonen bauen. Diese wiederum wollten einen hölzernen Behelfstempel am ehemals geplanten Marktplatz (de Borse) errichten, wo Philipp Ludwig nun das Rathaus bauen wollte. Wegen Differenzen zwischen Stadtschultheiß Dr. Wilhelm Sturio und Kämmerer Wilhelm Post wurde der Bau aber nicht genehmigt. Es dauerte noch 120 Jahre, bis auf diesem Platz das Rathaus stand. Die Außenarbeiten an der Kirche wurden schließlich mit dem ersten Gottesdienst vom 29. Oktober 1608 abgeschlossen, der Innenausbau dauerte noch mehrere Jahre.
Die Wallonisch-Niederländische Kirche in Hanau wurde von den gewaltigen Steildächern der beiden Kirchenhälften dominiert. Die größere wallonische Kirche wurde aus einem Zwölfeck gebildet, die kleinere niederländische aus einem Achteck. Beide waren ineinander verschränkt. Zwischen den beiden Kirchen, in der Mitte der Trennwand, stand der achteckige, aber den gewaltigen Walmdächern verhältnismäßig untergeordnete Turm. Der Innenraum war in beiden Kirchen entsprechend dem Calvinismus mit Dekalogtafeln gestaltet.

## Pfarrer
- Charles Legier, * 1658 – 24.05.1740, Pfarrer von 1690 bis 1740, beigesetzt in der Kirche, Grab 7[5]
- Bernhard (Conrad) Roediger, 1731–1811, Sohn des Hanauer Philipp (Johann) Roediger und der Anna Margaretha Bouß
- Christian (Johann Matthäus) Roediger, 1773–1840[6]
- Achilles Roediger, (* 20. Oktober 1812 in Hanau; † 26. November 1868 ebenda)[7]

## Gemeinde

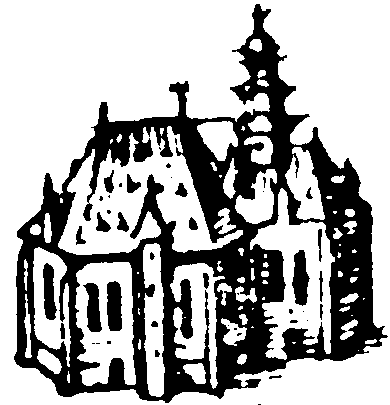
Die Kirche im Stich von Merian

Ursprünglich war die Trennung von der ebenfalls reformierten Landeskirche der Grafschaft Hanau-Münzenberg wohl durch den sprachlichen Unterschied bedingt. Die Wallonisch-Niederländische Gemeinde beteiligte sich dann aber auch nicht an der Hanauer Union von 1818, wodurch sich ein konfessioneller Unterschied ergab: Sie blieb reformiert, die Landeskirche wurde uniert. Im Laufe des 19. Jahrhunderts und der ersten Hälfte des 20. Jahrhunderts setzte sich Deutsch vermehrt als Gottesdienstsprache durch. Nach dem Zweiten Weltkrieg wurden die Gottesdienste nur noch in Deutsch gehalten. 1960 vereinigten sich die beiden Kirchengemeinden, die seit 1928 gemeinsam zum Bund Evangelisch-reformierter Kirchen Deutschlands gehörten. Von 1996 bis 2008 gehörte die Gemeinde zur Evangelisch-reformierten Kirche (Landeskirche), ist seitdem aber wieder selbstständig.
Als eine selbstständige Kirche und anerkannte Körperschaft ist die Wallonisch-Niederländische Gemeinde Mitglied (Signatarkirche) der Gemeinschaft Evangelischer Kirchen in Europa (GEKE) und vor Ort Mitglied im Arbeitskreis christlicher Kirchen (ACK), deren Vorsitz sie derzeit innehat (2016).
2016 wurde unweit der Kirche in der Gärtnerstraße ein neues Gemeindezentrum errichtet, in dem auch die Kirchenverwaltung untergebracht ist.
Die Gemeinde zählt heute über 1000 Mitglieder und gestaltet ein vielfältiges und aktives Gemeindeleben.

## Zerstörung und Wiederaufbau

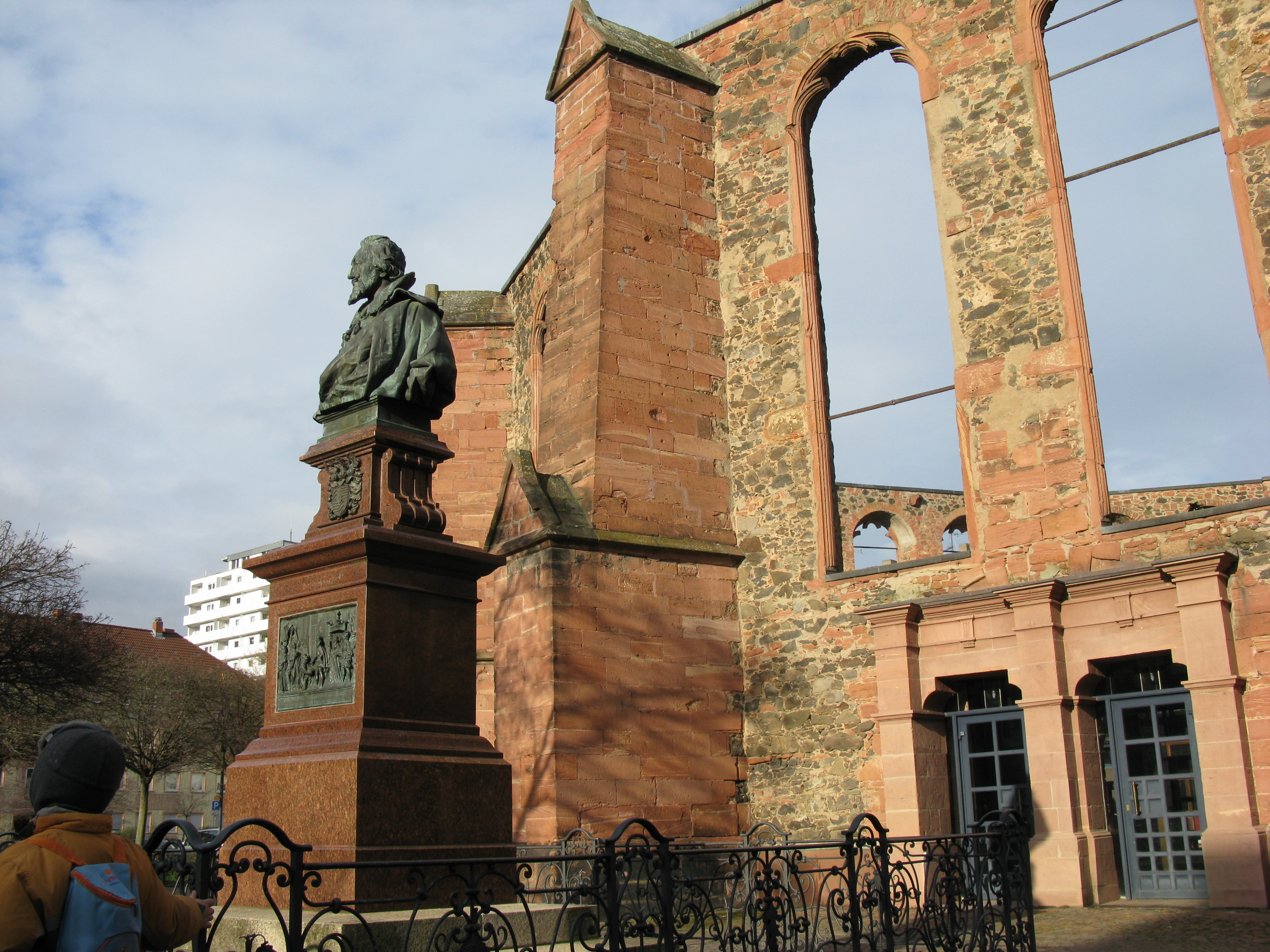
Kirchenruine mit Denkmal Philipp Ludwig II.

Im Zweiten Weltkrieg wurde die Doppelkirche durch Luftangriffe – wie die gesamte Hanauer Innenstadt – bis auf die Außenmauern zerstört. Wieder aufgebaut wurde nach dem Krieg nur die kleinere, ehemals niederländische Kirchenhälfte. Die größere, wallonische blieb als Ruine und Mahnmal erhalten. In den 1980er Jahren wurde dort auf Erdgeschosshöhe – von außen kaum wahrnehmbar – ein Gemeinde- und Diakoniezentrum eingebaut sowie eine Gedenkstätte errichtet. Für die Gestaltung erhielt Walter Kromp 1988 den Kunstpreis des Main-Kinzig-Kreises. Die Verbindung von Baudenkmal und denkmalgerechter Nutzung des Ruinenteils erhielt 1988 den Hessischen Denkmalschutzpreis.

## Kombinations-Orgel
Die Orgelanlage ist als sogenannte „Hybrid-“ oder „Kombinationsorgel“ aufgebaut. Sie umfasst eine herkömmliche Pfeifenorgel mit 25 Registern auf zwei Manualen und Pedal aus dem Jahr 1965, die 2010 mit einer Digitalorgel und neuem Spieltisch erweitert wurde. Errichtet und erweitert wurde die Orgel durch das niederländische Unternehmen Johannus Orgelbouw des Orgelbauers Hans Versteegt.
Die Pfeifenorgel ist auf der Westempore aufgestellt. Die Digital-Orgel hat 48 Register und 11 Effektregister, die von einem viermanualigen Spieltisch auf der Seitenempore angespielt werden können. Er ist als Generalspieltisch angelegt, so dass er auch das gleichzeitige Spielen der Pfeifenorgel ermöglicht. Zusätzlich sind in dem digitalen Instrument 110 Register als Dateien hinterlegt. Der Klang der Digitalorgel wird durch 45 Lautsprecher, darunter 3 Subbass-Woofer, die einen Orgelklang in 3D-Surround ermöglichen, in den Kirchenraum übertragen. Die Lautsprecheranlage ist rechts und links flankierend zur Pfeifenorgel aufgebaut.
| I Positiv C–     |       |
| Dulciana         | 16′   |
| Open Diapason    | 8′    |
| Gemshorn         | 8′    |
| Stopped Diapason | 8′    |
| Clarabella       | 8′    |
| Salicional       | 8′    |
| Unda Maris       | 8′    |
| Principal        | 4′    |
| Rohrflöte        | 4′    |
| Super Octave     | 2′    |
| Quinte           | 1 ⁄3′ |
| Mixtur II-III    |       |
| Cymbel III-IV    |       |
| Cor anglais      | 16′   |
| Vox Virginia     | 8′    |
| Clarinet         | 8′    |
| Tremulant        |       |

| II Hauptwerk C–  |        |
| Flauto           | 32′    |
| Double Diapason  | 16′    |
| Bourdon          | 16′    |
| Open Diapason    | 8′     |
| Stopped Diapason | 8′     |
| Hohl-Flute       | 8′     |
| Viola da Gamba   | 8′     |
| Octave           | 4′     |
| Cor de nuit      | 4′     |
| Nasard           | 2 ⁄3′  |
| Flöte            | 2′     |
| Terz             | 1 3⁄5′ |
| Mixture IV       | 1 ⁄3′  |
| Cornet V         | 8′     |
| Contra Posaune   | 16′    |
| Tromba           | 8′     |
| Clarion          | 4′     |

| III Schwellwerk C– |       |
| Liebl. Bourdon     | 16′   |
| Contra Viola       | 16′   |
| Geigen Diapason    | 8′    |
| Harmonic Flute     | 8′    |
| Keraulophone       | 8′    |
| Liebl. Gedackt     | 8′    |
| Aeoline            | 8′    |
| Voix Coelestis     | 8′    |
| Octave             | 4′    |
| Flute triangulaire | 4′    |
| Salicet            | 4′    |
| Piccolo            | 2′    |
| Mixture V          | 2 ⁄3′ |
| Contra Fagotto     | 16′   |
| Cornopean          | 8′    |
| Hautboy            | 8′    |
| Vox Humana         | 8′    |
| Clarion            | 4′    |
| Tremulant          |       |

| IV Solowerk C–   |     |
| Viola da Gamba   | 8′  |
| Symphonic Flute  | 8′  |
| Orchestral Flute | 4′  |
| Grand Cornet V   | 8′  |
| French Horn      | 8′  |
| Tuba Magna       | 16′ |
| Tuba Mirabilis   | 8′  |
| Tuba Clarion     | 4′  |
| Tremulant        |     |

| Pedal C–          |     |
| Contra Violone    | 32′ |
| Sub-Bourdon       | 32′ |
| Open Wood         | 16′ |
| Violone           | 16′ |
| Bourdon           | 16′ |
| Octave Diapason   | 8′  |
| Baßflöte          | 8′  |
| Cello             | 8′  |
| Spitzflöte        | 4′  |
| Mixture III       | 2′  |
| Double Ophicleïde | 32′ |
| Contra Posaune    | 16′ |
| Trumpet           | 8′  |
| Clarion           | 4′  |

- Koppeln: I/II, III/II, IV/II, III/I, IV/I, I/P, II/P, III/P, IV/P und vier Unison off-Koppeln
- Effekt- und Soloregister: Chimes, Glockenspiel, Harfe, Celesta, Cymbelstern, Trompete, Panflöte, Oboe, Klarinette, Tuba, Strings